# Bert Murray
Bert Murray, all'anagrafe Albert George Murray (Hoxton, 22 settembre 1942) è un ex calciatore inglese, di ruolo attaccante.

## Carriera

### Club
Murray dopo aver giocato nelle giovanili del Chelsea esordisce nella prima squadra del club londinese (e contestualmente tra i professionisti) all'età di 19 anni, mettendo a segno 4 reti in 18 presenze nella prima divisione inglese durante la stagione 1961-1962; l'anno seguente, trascorso in seconda divisione e conclusosi con un immediato ritorno in prima divisione, lo vede invece scendere in campo da titolare fisso, con un bilancio complessivo di 39 presenze e 5 reti. Riesce poi a mantenere il posto in squadra anche nella stagione 1963-1964 (37 presenze ed 11 reti in prima divisione) e nella stagione 1964-1965 (40 presenze e 17 reti), in cui vince anche una Coppa di Lega oltre a raggiungere la semifinale di FA Cup. Nella stagione 1965-1966, invece, il club raggiunge nuovamente la semifinale di FA Cup ed anche la semifinale di Coppa delle Fiere, in cui Murray segna un gol in 3 presenze, alle quali aggiunge anche 26 presenze e 2 reti in prima divisione.
Nell'estate del 1966, dopo complessive 160 presenze e 39 reti in incontri di campionato (e 183 presenze e 44 reti tra tutte le competizioni ufficiali) Murray lascia il Chelsea per trasferirsi a titolo definitivo al Birmingham City, in seconda divisione: qui trascorre complessivamente cinque stagioni, tutte giocando da titolare, durante le quali colleziona complessivamente 132 presenze e 22 reti in incontri di campionato. Si trasferisce quindi al Brighton, con cui in due stagioni e mezzo segna 25 gol in 102 presenze fra seconda e terza divisione (in particolare gioca in seconda divisione durante la stagione 1972-1973, dopo la promozione che aveva contribuito a conquistare nell'annata precedente); infine, veste anche la maglia del Peterborough Utd: con i Posh tra il 1973 ed il 1976 segna in totale 10 gol in 123 partite di campionato giocate, tutte in quarta divisione.
In carriera ha totalizzato complessivamente 515 presenze e 96 reti nei campionati della Football League.

### Nazionale
Tra il 1964 ed il 1965 ha totalizzato complessivamente 6 presenze ed un gol con la nazionale inglese Under-23.

## Palmarès

### Club

#### Competizioni nazionali
- Coppa di Lega inglese: 1

Chelsea: 1964-1965